# Morti nel 1983/Ottobre
| Questa pagina contiene informazioni ricavate automaticamente dalle voci biografiche con l'ausilio del template Bio e di un bot. L'aggiornamento è periodico e automatico e ricostruisce completamente la pagina. Se manca una persona in questa lista, sei pregato di non aggiungerla, ma accertati piuttosto che la sua voce biografica contenga il template Bio e che i dati anagrafici siano correttamente compilati. Se il template Bio manca, inseriscilo tu stesso o, in alternativa, metti l'avviso {{tmp\|Bio}} che ne segnala la mancanza. Se i dati riportati sono sbagliati, correggi direttamente la voce biografica; le modifiche saranno visibili in questa lista entro pochi giorni. Per chiarimenti vedi il progetto biografie. La lista contiene solo le 86 persone che sono citate nell'enciclopedia e per le quali è stato implementato correttamente il template Bio. Pagina aggiornata al 3 mar 2024. |

- 1º ottobre - Johan Richthoff, lottatore svedese (n. 1898)
- 2 ottobre - Kjeld Kjos, allenatore di calcio e calciatore norvegese (n. 1905)
- 2 ottobre - Rodolfo Volk, calciatore italiano (n. 1906)
- 3 ottobre - Lev Aronin, scacchista sovietico (n. 1920)
- 3 ottobre - Mario Mazzuca, rugbista a 15 e dirigente sportivo italiano (n. 1910)
- 3 ottobre - Nicola Salerno, politico italiano (n. 1897)
- 3 ottobre - Raimondo Selli, geologo e oceanografo italiano (n. 1916)
- 4 ottobre - Dino Battaglia, fumettista italiano (n. 1923)
- 4 ottobre - Juan López Fontana, allenatore di calcio uruguaiano (n. 1908)
- 5 ottobre - Luigi Migliavacca, pittore e decoratore italiano (n. 1902)
- 5 ottobre - Luigi Norbiato, calciatore italiano (n. 1929)
- 6 ottobre - Terence Cooke, cardinale e arcivescovo cattolico statunitense (n. 1921)
- 6 ottobre - Egle Marini, pittrice e poetessa italiana (n. 1901)
- 6 ottobre - Joseph Thomas McGucken, arcivescovo cattolico statunitense (n. 1902)
- 7 ottobre - George Ogden Abell, astronomo statunitense (n. 1927)
- 7 ottobre - Tauno Mäki, tiratore a segno finlandese (n. 1912)
- 7 ottobre - Christophe Soglo, politico beninese (n. 1909)
- 8 ottobre - Désiré Gosselin, calciatore francese (n. 1901)
- 8 ottobre - Joan Hackett, attrice statunitense (n. 1934)
- 8 ottobre - Friedrich-Wilhelm von Loeper, generale tedesco (n. 1888)
- 8 ottobre - Alexandre-Charles-Albert-Joseph Renard, cardinale e arcivescovo cattolico francese (n. 1906)
- 8 ottobre - Gyula Senkey, calciatore ungherese (n. 1901)
- 9 ottobre - Franz Westhoven, generale tedesco (n. 1894)
- 10 ottobre - Kurt Heinrich Debus, ingegnere tedesco (n. 1908)
- 10 ottobre - Ruby Myers, attrice indiana (n. 1907)
- 10 ottobre - Ralph Richardson, attore britannico (n. 1902)
- 10 ottobre - Slim Shoun, cestista statunitense (n. 1904)
- 11 ottobre - Franco Imposimato, sindacalista italiano (n. 1939)
- 11 ottobre - Aldo Settimio Boni, poeta e inventore italiano (n. 1920)
- 11 ottobre - Fay Tincher, attrice statunitense (n. 1884)
- 12 ottobre - Ernie Roth,  statunitense (n. 1926)
- 12 ottobre - Víctor Trossero, calciatore argentino (n. 1953)
- 13 ottobre - Joe Bambrick, calciatore nordirlandese (n. 1905)
- 14 ottobre - Paul Fix, attore statunitense (n. 1901)
- 14 ottobre - Katherine Perry, attrice statunitense (n. 1897)
- 14 ottobre - László Ranódy, regista ungherese (n. 1919)
- 15 ottobre - Pat O'Brien, attore statunitense (n. 1899)
- 15 ottobre - Pietro Vetro, critico letterario italiano (n. 1897)
- 16 ottobre - Harish-Chandra, matematico indiano (n. 1923)
- 16 ottobre - Earl Averill, giocatore di baseball statunitense (n. 1902)
- 16 ottobre - Leonardo De Benedetti, medico e superstite dell'Olocausto italiano (n. 1898)
- 16 ottobre - Ernst Kyburz, lottatore svizzero (n. 1898)
- 16 ottobre - Kenzō Kōno, politico e dirigente sportivo giapponese (n. 1901)
- 16 ottobre - Willi Ritschard, politico svizzero (n. 1918)
- 17 ottobre - Raymond Aron, filosofo, sociologo e storico francese (n. 1905)
- 17 ottobre - Vittorio Nino Novarese, costumista, scenografo e sceneggiatore italiano (n. 1907)
- 17 ottobre - Amadeo Ortega, calciatore paraguaiano
- 18 ottobre - Karinska, costumista ucraina (n. 1886)
- 18 ottobre - Diego Abad de Santillán, anarchico, scrittore e editore spagnolo (n. 1897)
- 18 ottobre - Fabrizio Selis, criminale italiano (n. 1954)
- 19 ottobre - Maurice Bishop, politico e rivoluzionario grenadino (n. 1944)
- 19 ottobre - William Hornbeck, montatore statunitense (n. 1901)
- 19 ottobre - Jón Örn Jónasson, calciatore islandese (n. 1923)
- 19 ottobre - Carmelo Marzano, poliziotto e questore italiano (n. 1911)
- 19 ottobre - Franco Miele, pittore e critico d'arte italiano (n. 1924)
- 19 ottobre - Giulio Negri, allenatore di calcio e calciatore italiano (n. 1915)
- 19 ottobre - Rezső Somlai, allenatore di calcio e calciatore ungherese (n. 1911)
- 19 ottobre - Carel Willink, pittore olandese (n. 1900)
- 20 ottobre - Otto Aasen, combinatista nordico e saltatore con gli sci norvegese (n. 1894)
- 20 ottobre - Irene Sänger-Bredt, ingegnere, matematica e fisica tedesca (n. 1911)
- 20 ottobre - Merle Travis, chitarrista e cantante statunitense (n. 1917)
- 21 ottobre - Tat'jana Gureckaja, attrice sovietica (n. 1904)
- 21 ottobre - Fridtjof Resberg, calciatore norvegese (n. 1895)
- 22 ottobre - Giovanni Cazzulani, ciclista su strada italiano (n. 1909)
- 23 ottobre - Luciano Cirri, critico teatrale e giornalista italiano (n. 1931)
- 23 ottobre - François de Selys Longchamps, diplomatico belga (n. 1910)
- 24 ottobre - Elie Carafoli, ingegnere rumeno (n. 1901)
- 24 ottobre - Henri Desplanques, geografo, insegnante e prete francese (n. 1911)
- 24 ottobre - Jo Grimond, politico britannico (n. 1913)
- 25 ottobre - Ángel Rambert, calciatore francese (n. 1936)
- 25 ottobre - Maxwell Shane, sceneggiatore, regista e produttore televisivo statunitense (n. 1905)
- 25 ottobre - Kurt Symanzik, fisico tedesco (n. 1923)
- 26 ottobre - Patrick Kinser-Lau, attore teatrale e cantante statunitense (n. 1953)
- 26 ottobre - Mike Michalske, giocatore di football americano statunitense (n. 1903)
- 26 ottobre - Giovanni Mosca, giornalista, umorista e illustratore italiano (n. 1908)
- 26 ottobre - Luigina Perversi, ginnasta italiana (n. 1914)
- 26 ottobre - Rodolfo Siviero, agente segreto e storico dell'arte italiano (n. 1911)
- 26 ottobre - Alfred Tarski, matematico, logico e filosofo polacco (n. 1902)
- 28 ottobre - Johnnie Davis, attore e trombettista statunitense (n. 1910)
- 28 ottobre - Otto Messmer, animatore e fumettista statunitense (n. 1892)
- 29 ottobre - Peppino Manente Comunale, politico italiano (n. 1922)
- 29 ottobre - Helmut Rauca, militare tedesco (n. 1908)
- 30 ottobre - André-Jacques Fougerat, vescovo cattolico francese (n. 1902)
- 31 ottobre - George Halas, allenatore di football americano e giocatore di football americano statunitense (n. 1895)
- 31 ottobre - Sharof Rashidov, giornalista e politico sovietico (n. 1917)
- 31 ottobre - Giuseppe Samonà, architetto, urbanista e politico italiano (n. 1898)